# Edifício Santa Cruz
O Edifício Santa Cruz é um edifício de escritórios e apartamentos localizado no Centro Histórico de Porto Alegre, projetado em 1955 pelos arquitetos Carlos Alberto de Holanda Mendonça (1920-1956) e Jayme Luna dos Santos.
Pioneiro no emprego de estrutura metálica na capital gaúcha, o prédio de 32 pavimentos e 107 metros de altura é desde 1958 o prédio mais alto de Porto Alegre. Anteriormente, o recorde havia pertencido ao Edifício Malakoff em 1860, ao Grande Hotel em 1918, ao Cinema Imperial em 1931 e ao Edifício Sulacap em 1949.

## História
Holanda Mendonça, alagoano graduado pela Faculdade Nacional de Arquitetura no Rio de Janeiro, foi um dos introdutores da arquitetura moderna em Porto Alegre. Desenvolveu seus primeiros projetos no Rio Grande do Sul pela Secretaria de Obras Públicas (SOP) de 1947 a 1950, ano em que se associou à empresa Azevedo Bastian e Castilhos (ABC).
Durante a época em que trabalhou para a construtora, que viria a se tornar uma das mais atuantes no mercado imobiliário da década de 1950, o arquiteto projetou uma série de edifícios modernistas, como o Edifício Santa Terezinha (1950), o Edifício Formac (1952), o Edifício Vista Alegre (1952), o Edifício Excelsior (1952), o Edifício Cerro Formoso (1952), o Edifício Flores da Cunha (1953), o Edifício Duque de Caxias (1953) e o Edifício São Sebastião (1953).
Após se desligar da ABC em novembro de 1954, Holanda Mendonça montou escritório próprio, a partir do qual projetou outros prédios igualmente relevantes, como o Edifício Consórcio (1956) e o Edifício Santa Cruz (1956). Em pouco tempo, foi necessário contratar mais colaboradores, como os desenhistas Ivan Ekman, Dino Celia e Osmar Cabrera, que haviam trabalhado para o arquiteto nos tempos da ABC, e o arquiteto Jayme Luna dos Santos, que se associou ao escritório em 1956.
A carreira de Holanda Mendonça foi interrompida abruptamente com seu falecimento precoce, aos trinta e seis anos de idade, em julho de 1956, um mês após a aprovação do projeto do Edifício Santa Cruz na Prefeitura Municipal de Porto Alegre. Com a sua morte, Jayme Luna dos Santos assumiu o andamento do projeto, sendo responsável por diversas alterações datadas de 1961 e 1965.

## Arquitetura
Embora Holanda Mendonça seja pioneiro no exercício da arquitetura de linhagem corbusiana em Porto Alegre, a principal referênca do Edifício Santa Cruz é o Estilo Internacional de fundamento miesiano, influência que se manifesta sobretudo no tratamento das fachadas principais em panos de vidro.

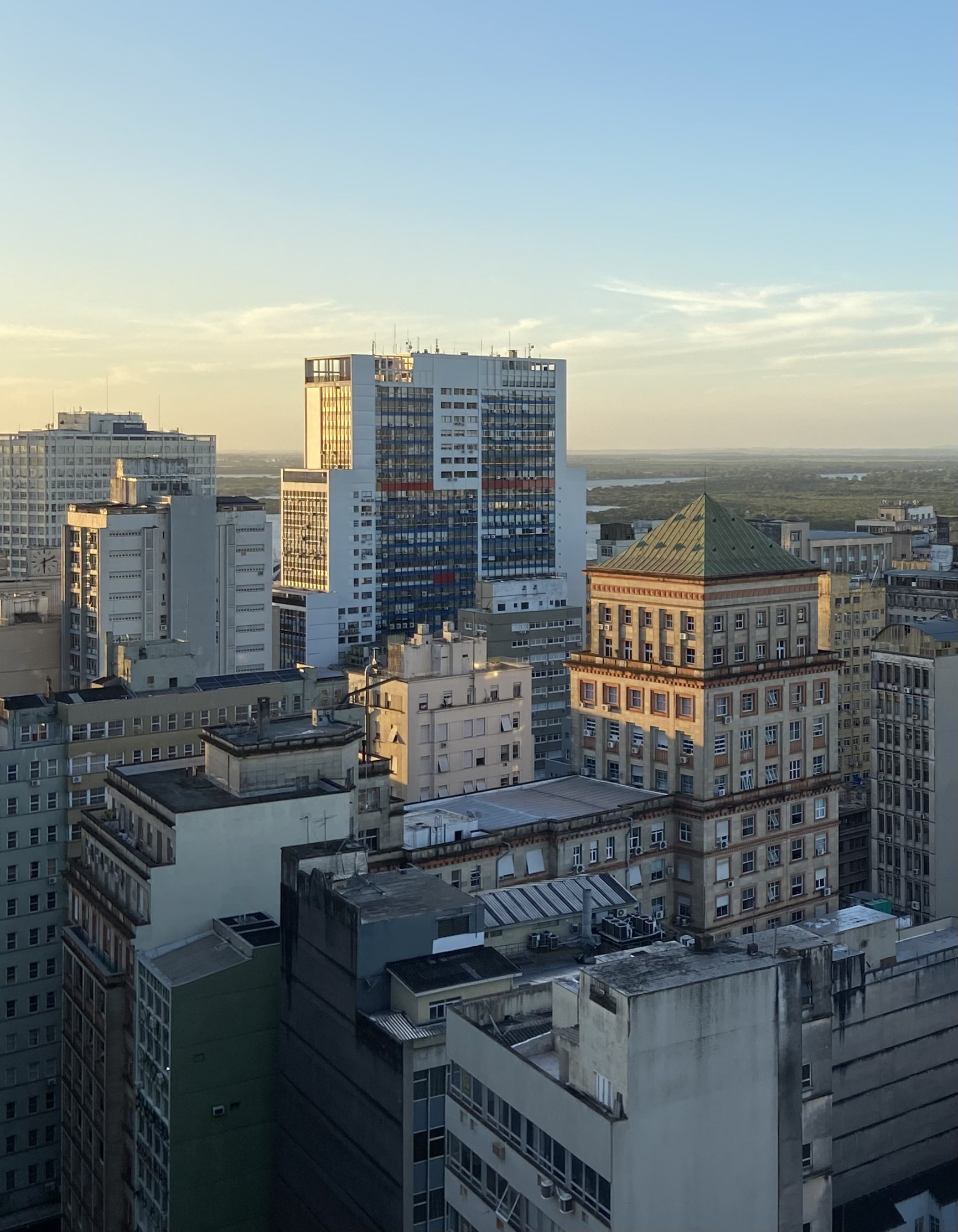
Centro Hitórico de Porto Alegre, com detaque para o Edifício Sulacap (1938) e o Edifício Santa Cruz (1955)

O projeto do Edifício Santa Cruz foi aprovado pela Prefeitura Municipal em junho de 1956, antes de o primeiro plano diretor de Porto Alegre entrar em vigor, em 1959. A proposta previa três recuos nas fachadas de acesso (norte e sul), obedecendo a legislação porto-alegrense inspirada na cidade de Nova York, que limitava a altura das construções no centro da cidade a duas vezes o gabarito da rua. Para ultrapassar esse limite, era necessário respeitar o recuo proporcional de quatro na vertical para um na horizontal, diretriz legal que condicionou a volumetria escalonada do edifício.
A complexidade do programa se reflete na multiplicidade de usos propostos: base comercial, escritórios até o vigésimo quarto pavimento e apartamentos nos últimos sete andares, além de dois níveis de subsolo.

## Patrimônio Cultural
Atualmente, o Edifício Santa Cruz é inventariado como imóvel de estruturação pela Equipe do Patrimônio Histórico e Cultural (EPAHC) da Prefeitura Municipal de Porto Alegre. A edificação encontra-se em bom estado de conservação e aberto à visitação.